# 未来は今
『未来は今』（みらいはいま、The Hudsucker Proxy）は、1994年のアメリカ合衆国のコメディ映画。コーエン兄弟製作・監督・脚本作品。

## 概要
コーエン兄弟が製作した五作目の映画である。映画の脚本は、コーエン兄弟と彼らの師匠筋にあたるサム・ライミが1984年頃から共同で執筆を開始していたものである。脚本は1991年に完成し、かねてよりコーエン兄弟の実力を高く評価していた映画プロデューサーのジョエル・シルバーが全面的にバックアップすることで映画製作が開始された。ライミは脚本のみならず、映画の第二班監督担当やカメオ出演と言う形で作品に貢献した。メインキャストにティム・ロビンスやポール・ニューマンといった一流のハリウッドスターを迎え、2500万ドルとも4000万ドルとも言われる巨額の制作費を掛けた、当時のコーエン兄弟にとって最大の大作映画となった。
映画は1994年3月11日に北米で公開され、アメリカ国内で約280万ドルの興行収入を挙げた。興行的には稀に見る惨敗だった。配給を担当したワーナー・ブラザースとコーエン兄弟の間に、映画製作を巡って意見の対立が有ったとも言われている。
同年のカンヌ国際映画祭でパルム・ドールの候補になったが、クエンティン・タランティーノ監督の『パルプ・フィクション』に敗れ受賞は出来なかった。

## ストーリー
物語の舞台は1958年のアメリカ合衆国。大学を卒業したばかりのノーヴィル・バーンズは、ニューヨークに出て職探しに励む。経験の無さからなかなか仕事が見つからなかったが、ようやくハッドサッカー社の郵便室に職を得た。
一方、ハッドサッカー社の社長ウェアリング・ハッドサッカーは、何を思ったのか会議中に重役室の窓から身投げをしてしまう。取締役シドニー・J・マスバーガーはこれを好機と見て会社の買収に動き出す。会社の株価を下げるため間抜けを社長に据える必要の出たマスバーガー。そんな彼が新社長に選んだのは、青二才のノーヴィルだった。

## キャスト
| 役名                         | 俳優                           | 日本語吹替1 | 日本語吹替2 |
| ---------------------------- | ------------------------------ | ----------- | ----------- |
| ノーヴィル・バーンズ         | ティム・ロビンス               | 宮本充      | 堀内賢雄    |
| エイミー・アーチャー         | ジェニファー・ジェイソン・リー | 勝生真沙子  | 玉川紗己子  |
| シドニー・J・マスバーガー    | ポール・ニューマン             | 樋浦勉      | 小林勝彦    |
| ウェアリング・ハッドサッカー | チャールズ・ダーニング         | 飯塚昭三    | 北川勝博    |
| チーフ                       | ジョン・マホーニー             | 谷口節      | 稲葉実      |
| バズ                         | ジム・トゥルー＝フロスト       | 平田広明    | 落合弘治    |
| モーゼス                     | ビル・コッブス                 | 清川元夢    | 藤本譲      |
| スミティ                     | ブルース・キャンベル           | 金尾哲夫    |             |
| ベニー                       | ジョン・サイツ                 |             |             |
| ルー                         | ジョー・グリファシ             |             |             |
| ヴィク・テネッタ             | ピーター・ギャラガー           |             |             |
| バーテンダー                 | スティーヴ・ブシェミ           | 高宮俊介    | 竹田雅則    |
| ザザ                         | アンナ・ニコル・スミス         | 雨蘭咲木子  |             |
| アナウンサー                 | ジョン・グッドマン             |             |             |

- 日本語吹替1：パイオニアLDC版VHS・DVD収録。
- 日本語吹替2：ユニバーサル・ピクチャーズ・ジャパン版DVD収録。